# Сент Морис (Луизијана)
Сент Морис (енгл. St. Maurice) насељено је место без административног статуса у америчкој савезној држави Луизијана.

## Демографија
По попису из 2010. године број становника је 323.
| Група             | 2000.    | 2010.       |
| Белци             | 0 (0,0%) | 83 (25,7%)  |
| Афроамериканци    | 0 (0,0%) | 234 (72,4%) |
| Азијати           | 0 (0,0%) | 1 (0,3%)    |
| Хиспаноамериканци | 0 (0,0%) | 0 (0,0%)    |
| Укупно            | 0        | 323         |